# 크리스티나 아길라르
크리스티나 아길라르(스페인어: Christina Aguilar, 1966년 10월 31일 ~ )는 태국의 스페인-필리핀-프랑스계 가수이다.